# Carathis gortynoides
Carathis gortynoides är en fjärilsart som beskrevs av Augustus Radcliffe Grote 1866. Carathis gortynoides ingår i släktet Carathis och familjen björnspinnare. Inga underarter finns listade i Catalogue of Life.